# Isophya boldyrevi
Isophya boldyrevi är en insektsart som beskrevs av Miram 1938. Isophya boldyrevi ingår i släktet Isophya och familjen vårtbitare. Inga underarter finns listade i Catalogue of Life.